# Amelia Opie
Amelia Opie (12 de novembro de 1769 - 2 de dezembro de 1853) foi uma escritora inglesa que publicou numerosos romances no período romântico. Opie foi também uma destacada abolicionista em Norwich, Inglaterra. O nome de Amelia Opie foi o primeiro dos 187.000 nomes apresentados ao Parlamento britânico numa petição escrita por mulheres para acabar com a escravidão.

## Início da vida e influências
Amelia Alderson nasceu em 12 de novembro de 1769, filha única do médico James Alderson e de Amelia Briggs de Norwich. Graças a educação recebida de sua mãe, Opie esteve inclinada a cuidar daqueles que vinham de meios menos privilegiados. Depois da morte de sua mãe em 31 de dezembro de 1784, assumiu o papel de dona de casa e acompanhante seu pai, permanecendo ao seu lado até a morte dele em 1807.
Segundo o biógrafo de Opie, ela "era vivaz, atraente, interessada em roupas elegantes, educada com talentos polidos e tinha vários admiradores". Era prima do juiz Edward Hall Alderson, com quem manteve correspondência durante toda sua vida, e também era prima do artista Henry Perronet Briggs. Opie herdou princípios radicais e foi uma ardente admiradora de John Horne Tooke. Era próxima dos ativistas John Philip Kemble, Sarah Siddons, William Godwin e Mary Wollstonecraft.

## Carreira literária

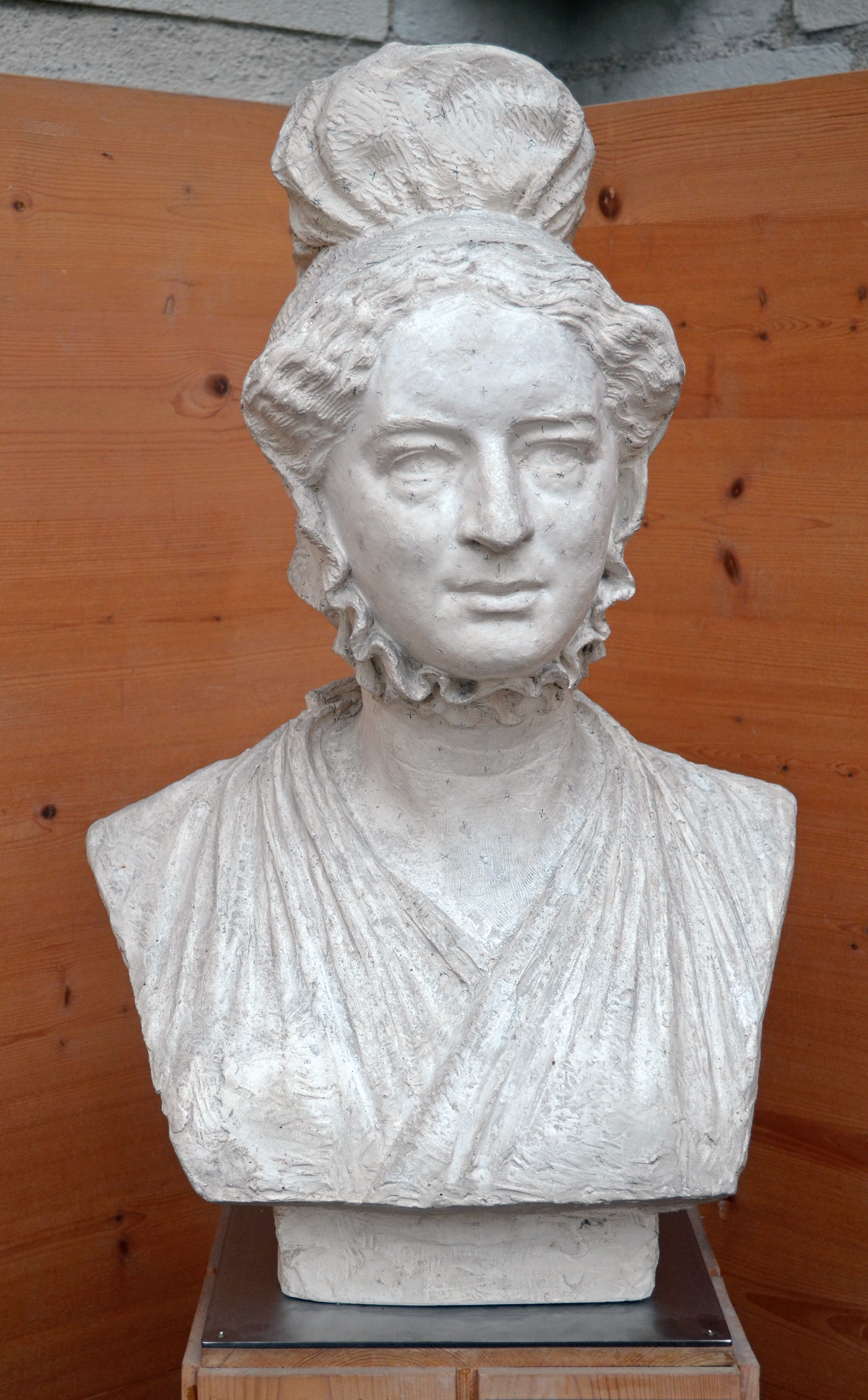
Amelia Opie por David d'Angers (1836).

Opie passou sua juventude escrevendo poesia, peças de teatro e organizando apresentações de teatro amador.
Completou um romance em 1801 titulado Father and Daughter (Pai e Filha). Caracterizado como uma mostra de genuína fantasia e pathos, o romance trata da virtude enganada e da reconciliação familiar. Após a publicação dessa obra, Opie começou a publicar com regularidade. Seu volume de Poemas, publicado em 1802, teve seis edições. Incentivada pelo seu marido a continuar escrevendo, publicou Adeline Mowbray (1804), que explora a educação da mulher, o casamento e a abolição da escravidão. Este romance em particular caracteriza-se por abordar a história da antiga amiga de Opie, Mary Wollstonecraft, cuja relação com o estadunidense Gilbert Imlay fora do matrimônio causou algum escândalo, assim como seu posterior casamento com o filósofo William Godwin. Antes de seu casamento, Godwin havia argumentado contra o casamento, pois o enxergava como uma instituição pela qual as mulheres eram possuídas como propriedade, mas quando Wollstonecraft ficou grávida dele, eles se casaram apesar de suas crenças anteriores. No romance, Adeline envolve-se com um filósofo que tem uma postura firme contra o casamento. O romance também aborda o sentimento abolicionista através da história de uma mulher mestiça e de sua família, a qual Adeline salva da pobreza utilizando seus próprios limitados recursos. Opie também publicou: Simple Tales (1806), Temper (1812), Tales of Real Life (1813), Valentine's Eve (1816), Tales of the Heart (1818) e Madeline (1822). Em 1808 publicou The Warrior's Return and other poems.
Em 1825, Opie uniu-se à Sociedade Religiosa dos Amigos, devido à influência de Joseph John Gurney e suas irmãs, seus amigos e vizinhos há muito tempo em Norwich, apesar das objeções feitas por seu pai recentemente falecido. Passou o resto de sua vida principalmente viajando e trabalhando com organizações beneficentes. Nesse meio tempo, publicou um poema antiescravista intitulado The Black Man's Lament em 1826 e um volume de poemas devocionais, Lays for the Dead, em 1834. Opie trabalhou com Anna Gurney para fundar uma Sociedade de Damas Antiescravistas em Norwich. Esta sociedade organizou uma petição com 187.000 nomes, que foi apresentada ao parlamento. Os dois primeiros nomes da petição foram Amelia Opie e Priscilla Buxton.

## Seleção de obras
Romances
- Dangers of Coquetry 1790
- The Father and Daughter 1801
- Adeline Mowbray 1804
- Simple Tales 1806
- Temper, or, Domestic Scenes 1812
- First Chapter of Accidents 1813
- Tales of Real Life 1813
- Valentine's Eve  1816
- New Tales 1818
- Tales of the Heart 1820
- The Only Child; or, Portia Bellendon 1821
- Madeline, A Tale 1822
- Illustrations of Lying 1824
- Tales of the Pemberton Family for Children 1825
- The Last Voyage 1828
- Detraction Displayed 1828
- Miscellaneous Tales (12 Vols) 1845–1847

Biografias
- Memoir of John Opie 1809
- Sketch of Mrs. Roberts 1814

Poesia
- Maid of Corinth 1801
- Elegy to the Memory of the Duke of Bedford 1802
- Poems 1802
- Lines to Geral Kosciusko 1803
- Song to Stella 1803
- The Warrior's Return and other poems 1808
- The Black Man's Lament 1826
- Lays for the Dead 1834